# Lista do Patrimônio Mundial na Etiópia
A Organização das Nações Unidas para a Educação, a Ciência e a Cultura (UNESCO) propôs um plano de proteção aos bens culturais do mundo, através do Comité sobre a Proteção do Património Mundial Cultural e Natural, aprovado em 1972. Esta é uma lista do Patrimônio Mundial existente na Etiópia, especificamente classificada pela UNESCO e elaborada de acordo com dez principais critérios cujos pontos são julgados por especialistas na área. A Etiópia, que foi berço de uma das mais esplendorosas civilizações da África Ocidental - o Império de Axum - além de abrigar os primeiros vestígios do homo sapiens, ratificou a convenção em 6 de julho de 1977, tornando seus locais históricos elegíveis para inclusão na lista.
Parque Nacional do Simien e Igrejas Escavadas na Rocha de Lalibela - respectivamente sítios de interesse natural e cultural - foram os dois primeiros sítios da Etiópia inscritos na lista do Patrimônio Mundial por ocasião da 2ª Sessão do Comitê do Patrimônio Mundial, realizada em Washington, D.C. em 1978. Desde a mais recente adesão à lista, a Etiópia conta atualmente com um total de 11 (onze) sítios inscritos como Patrimônio Mundial da UNESCO, sendo 9 (nove) sítios classificados como bem Cultural e 2 (dois) sítios como bem Natural. 

## Bens culturais e naturais
A Etiópia atualmente com os seguintes sítios declarados como Patrimônio Mundial pela UNESCO:
| | Parque Nacional do Simien |
| Bem natural inscrito em 1978. |                           |
| Localização: Amhara |                           |
| A erosão secular maciça criou no planalto etíope uma das paisagens mais espetaculares do mundo com picos íngremes, vales profundos e falésias que chegam a 1.500 metros de profundidade. O parque serve como refúgio para espécies animais extremamente raras, como o babuíno gelado, a raposa Simien e o ibex walia, uma cabra da montanha que não é encontrada em nenhum outro lugar do mundo. (UNESCO/BPI) |                           |

| | Igrejas Escavadas na Rocha de Lalibela |
| Bem cultural inscrito em 1978. |                                        |
| Localização: Amhara |                                        |
| Localizadas em uma região montanhosa no coração da Etiópia, nas proximidades de um tradicional vilarejo redondo, as onze igrejas medievais desta "Nova Jerusalém" do século XIII foram escavadas e esculpidas na rocha. Um local sagrado do cristianismo etíope, Lalibela permanece hoje um centro de devoção e peregrinação. (UNESCO/BPI) |                                        |

| | Cidade Fortificada de Fasil Ghebbi |
| Bem cultural inscrito em 1979. |                                    |
| Localização: Amhara |                                    |
| A cidade fortificada de Fasil Ghebi foi a residência do imperador etíope Fasilides e seus sucessores nos séculos XVI e XVII. Um cercado murado de 900 metros de perímetro abriga palácios, igrejas, mosteiros e edifícios públicos e privados de estilo muito peculiar, marcado por influências árabes e indianas e metamorfoseado pela estética barroca introduzida na região de Gondar por missionários jesuítas. (UNESCO/BPI) |                                    |

| | Vale Inferior do Awash |
| Bem cultural inscrito em 1980. |                        |
| Localização: Afar |                        |
| O vale inferior do Awash tem um dos conjuntos mais importantes de sítios paleontológicos do continente africano. Os restos mortais de hominídeos encontrados aqui – alguns datando de quatro milhões de anos atrás – forneceram dados essenciais sobre a evolução da espécie humana, que mudaram nossa visão da história humana. O achado mais espetacular ocorreu em 1974, quando foram descobertos 52 fragmentos ósseos que permitiram a reconstituição do esqueleto da famosa "Lucy". (UNESCO/BPI) |                        |

| | Tiya |
| Bem cultural inscrito em 1980. |      |
| Localização: Nações, Nacionalidades e Povos do Sul |      |
| Dos 160 sítios arqueológicos descobertos até hoje na região de Sodo, ao sul de Adis Abeba, Tiya é um dos mais importantes. Possui 36 monumentos, incluindo 32 escórias esculpidas com representações de espadas e símbolos enigmáticos. Estes corcels são os remanescentes de uma cultura proto-histórica etíope que não foi capaz de datar com precisão. (UNESCO/BPI) |      |

| Pátio de estelas de Axum. | Axum |
| Pátio de estelas de Axum. | Bem cultural inscrito em 1980. |
| Pátio de estelas de Axum. | Localização: Tigray |
| Pátio de estelas de Axum. | Localizada perto da fronteira norte da Etiópia, as ruínas da cidade de Axum apontam para o local do centro de poder da Etiópia na Antiguidade, quando o reino de mesmo nome era o mais poderoso dos estados localizados entre o Império Romano do Leste e a Pérsia. As ruínas colossais de Axum datam dos séculos XIII a XIII e incluem obeliscos monolíticos, corcels gigantescos, tumbas reais e vestígios de castelos antigos. Muito depois que o declínio político da cidade foi consumado (para o século X), as cerimônias de coroação dos imperadores etíopes ainda eram realizadas nesta cidade. (UNESCO/BPI) |

| Delta do rio Omo. | Vale Inferior do Omo |
| Delta do rio Omo. | Bem cultural inscrito em 1980. |
| Delta do rio Omo. | Localização: Nações, Nacionalidades e Povos do Sul |
| Delta do rio Omo. | Localizado perto do Lago Turcana, o baixo Vale do Omo é um local pré-histórico mundialmente famoso. Inúmeros fósseis – em particular os restos do homo gracilis – foram encontrados neste local e são de importância essencial para o estudo da evolução humana. (UNESCO/BPI) |

| | Harar Jugol, a cidade histórica fortificada |
| Bem cultural inscrito em 2006. |                                             |
| Localização: Harari |                                             |
| A fortificada cidade histórica de Harrar está localizada em um planalto cortado por desfiladeiros profundos e cercado por uma paisagem de savana e áreas desérticas. Os muros ao redor desta cidade muçulmana foram construídos entre os séculos XIII e XVI. Harrar foi considerada a quarta cidade sagrada do Islã, com 82 mesquitas – três das quais datam do século X – e 102 santuários. O aspecto mais notável do patrimônio cultural desta cidade é o design excepcional do interior de suas casas. O impacto das tradições africanas e islâmicas no projeto dos tipos de habitat e no plano de planejamento urbano contribuiu para o caráter particular e único desta cidade. (UNESCO/BPI) |                                             |

| | Paisagem Cultural de Konso |
| Bem cultural inscrito em 2011. |                            |
| Localização: Nações, Nacionalidades e Povos do Sul |                            |
| É um sítio árido de 55 km² contendo terraços e paredes de pedra e assentamentos fortificados no planalto de Konso, na Etiópia. É um exemplo espetacular de uma tradição cultural que está viva há 21 gerações (mais de 400 anos) adaptada a um ambiente seco e hostil. A paisagem demonstra os valores comuns, a coesão social e o conhecimento de engenharia de suas comunidades. Também contém estátuas de madeira antropomórficas, agrupadas para representar membros respeitáveis das comunidades e simbolizar eventos particularmente heroicos, que são testemunhos vivos excepcionais de tradições funerárias desaparecidas. Alguns corcels nas aldeias expressam um sistema complexo para simbolizar a morte de gerações de líderes. (UNESCO/BPI) |                            |

| | Parque Nacional das Montanhas Bale |
| Bem natural inscrito em 2023. |                                    |
| Localização: Oromia |                                    |
| Este sítio protege um mosaico paisagístico de extraordinária beleza formado pelas forças combinadas de antigas erupções vulcânicas, a glaciação e o desprendimento do Grande Vale do Rifte. Apresenta picos e cristas vulcânicas, escarpamentos espetaculares, amplos vales, lagos glaciares, florestas frondosas, penhascos profundos e numerosas cascatas que criam uma beleza natural excepcional. O sítio abriga uma biodiversidade diversa e única a nível de ecossistemas, espécies e genética e no parque nascem cinco grandes rios que acredita-se abastecer de água e sustentar os meios subsistência de milhões de indivíduos dentro e fora da Etiópia. (UNESCO/BPI) |                                    |

| Estela antropomórfica de Tutu Fela, na Zona Gedeo. | Paisagem cultural da Zona Gedeo |
| Estela antropomórfica de Tutu Fela, na Zona Gedeo. | Bem cultural inscrito em 2023. |
| Estela antropomórfica de Tutu Fela, na Zona Gedeo. | Localização: Oromia |
| Estela antropomórfica de Tutu Fela, na Zona Gedeo. | O sítio se estende ao longo da margem oriental do Vale do Rifte etíope, nas escarpas laterais das terras altas da Etiópia. Trata-se de uma área agroflorestal na qual se pratica o cultivo multinivelado com grandes árvores que abrigam o conjunto autóctone, também conhecido como bananeira-da-Etiópia, principal cultivo alimentar sob o qual crescem o café e outros vegetais. A área está intensamente povoada pelo povo Gedeo, cujos conhecimentos tradicionais favorecem a gestão florestal local. Nas encostas das montanhas cultivadas encontram-se florestas sagradas utilizadas tradicionalmente pelas comunidades locais para rituais associados à religiosidade Gedeo e, ao longo das encostas destas montanhas, existem densos grupos de monumentos megalíticos que chegaram a ser venerados pelos Gedeo e mantidos por seus anciões. (UNESCO/BPI) |